# کمال سونال
کمال سونال (به ترکی استانبولی: Kemal Sunal) (۱۱ نوامبر ۱۹۴۴، ملطیه - ۳ ژوئیه ۲۰۰۰، استانبول)، بازیگر طنز و کمدین کشور ترکیه بود.او در ایران نیز بسیار معروف است.

## زندگی
او از پدری کارگر به نام مصطفی و مادری خانه‌دار به نام سایمه خانم زاده شد؛ و دوران ابتدایی و دبیرستان خود را در شهر استانبول طی کرد. او شروع کار خود در عرصه سینما را با پیشنهاد ارتم ایلمز در سال ۱۹۷۳ آغاز کرد. سونال در سال ۱۹۷۴ ازدواج کرد و صاحب یک فرزند پسر به اسم علی و یک فرزند دختر به اسم ازو (به ترکی استانبولی: Ezo) شد. کمال سونال در اکثر فیلم‌های خود نقش مردی ساده دل، خوش شانس و خوش قلب را بازی می‌کرد. او در سال ۱۹۷۷ جایزه بهترین بازیگر مرد را در فستیوال فیلم آنتالیا دریافت کرد. او سرانجام در ۳ ام ژوئیه سال ۲۰۰۰ هنگامی که برای بازی در فیلم «بالالایکا» عازم شهر ترابزون بود بر اثر سکته قلبی در هواپیما در سن ۵۶ سالگی درگذشت. کمال سونال در ۸۳ فیلم مختلف به نقش آفرینی پرداخته‌است.

## تحصیلات
کمال سونال کارشناسی رشته ارتباطات؛ گرایش رادیو و تلویزیون را در دانشگاه مرمره استانبول در سال ۱۹۹۵ به اتمام رساند و سپس در مقطع کارشناسی ارشد همین رشته به تحصیل پرداخت. پایان‌نامه کارشناسی ارشد او در سال ۲۰۰۵ به صورت کتابی با عنوان " طنز کمال سونال در تئاتر و تلویزیون(به ترکی استانبولی: TV ve Sinemada Kemal Sunal Güldürüsü")" به چاپ رسید.

## جوایز
- ۱۹۷۷: ۱۴امین جشنواره فیلم آنتالیا،[۲] بهترین بازیگر، شاه دربانان[۳]

## فیلم‌شناسی
فهرست فیلم‌هایی که کمال سونال در آن‌ها همکاری داشته، در زیر آمده‌است:
- Propaganda ۱۹۹۹ - بازیگر
- Şaban ile Şirin ۱۹۹۷ - بازیگر
- Bay Kamber Sezon ۱ ۱۹۹۶ - بازیگر
- Saygılar Bizden Sezon ۱ ۱۹۹۳ - بازیگر
- Şaban Askerde Sezon ۱ ۱۹۹۳ - بازیگر
- Varyemez ۱۹۹۱ - بازیگر
- Abuk Sabuk Bir Film ۱۹۹۰ - بازیگر
- Boynu Bükük Küheylan ۱۹۹۰ - بازیگر
- Koltuk Belası ۱۹۹۰ - بازیگر
- Gülen Adam ۱۹۸۹ - بازیگر
- Talih Kuşu ۱۹۸۹ - بازیگر
- Zehir Hafiye ۱۹۸۹ - بازیگر
- Bıçkın ۱۹۸۸ - بازیگر
- Düttürü Dünya ۱۹۸۸ - بازیگر
- İnatçı ۱۹۸۸ - بازیگر
- öğretmen ۱۹۸۸ - بازیگر
- Polis ۱۹۸۸ - بازیگر
- Sevimli Hırsız ۱۹۸۸ - بازیگر
- Uyanık Gazeteci ۱۹۸۸ - بازیگر
- Japon İşi ۱۹۸۷ - بازیگر
- Kiracı ۱۹۸۷ - بازیگر
- Yakışıklı ۱۹۸۷ - بازیگر
- Davacı ۱۹۸۶ - بازیگر
- Deli Deli Küpeli ۱۹۸۶ - بازیگر
- Garip ۱۹۸۶ - بازیگر
- Tarzan Rıfkı ۱۹۸۶ - بازیگر
- Yoksul ۱۹۸۶ - بازیگر
- Gurbetçi Şaban ۱۹۸۵ - بازیگر
- Katma Değer Şaban ۱۹۸۵ - بازیگر
- Keriz ۱۹۸۵ - بازیگر
- Sosyete Şaban ۱۹۸۵ - نمایش‌نامه نویس، بازیگر
- Şaban Pabucu Yarım ۱۹۸۵ - بازیگر
- Şen Dul Şaban ۱۹۸۵ - بازیگر
- Şabaniye ۱۹۸۴ - بازیگر
- Atla Gel Şaban ۱۹۸۴ - بازیگر
- Orta Direk Şaban ۱۹۸۴ - بازیگر
- Çarıklı Milyoner ۱۹۸۳ - بازیگر، نمایش‌نامه نویس
- En Büyük Şaban ۱۹۸۳ - بازیگر
- Kılıbık ۱۹۸۳ - بازیگر
- Tokatçı ۱۹۸۳ - بازیگر
- Doktor Civanım ۱۹۸۲ - بازیگر
- Postacı ۱۹۸۲ - بازیگر، تهیه‌کننده
- Yedi Bela Hüsnü ۱۹۸۲ - بازیگر
- Kanlı Nigar ۱۹۸۱ - بازیگر
- Davaro ۱۹۸۱ - بازیگر
- Üç Kağıtçı ۱۹۸۱ - بازیگر
- Gol Kralı ۱۹۸۰ - بازیگر
- Devlet Kuşu ۱۹۸۰ - بازیگر
- Gerzek Şaban ۱۹۸۰ - بازیگر
- Tabancamın Sapını Gülle Donatacağım ۱۹۸۰ - بازیگر
- Zübük ۱۹۸۰ - بازیگر
- Dokunmayın Şabanıma ۱۹۷۹ - تهیه‌کننده، بازیگر
- Bekçiler Kralı ۱۹۷۹ - تهیه‌کننده، بازیگر
- Korkusuz Korkak ۱۹۷۹ - بازیگر
- Umudumuz Şaban ۱۹۷۹ - بازیگر
- İnek Şaban ۱۹۷۸ - تهیه‌کننده، بازیگر
- ۱۰۰ Numaralı Adam ۱۹۷۸ - تهیه‌کننده، بازیگر
- Köşeyi Dönen Adam ۱۹۷۸ - بازیگر
- İyi Aile Çocuğu ۱۹۷۸ - بازیگر
- Avanak Abdi ۱۹۷۸ - بازیگر
- Kibar Feyzo ۱۹۷۸ - بازیگر
- Yüz Numaralı Adam ۱۹۷۸ - بازیگر، تهیه‌کننده
- Çöpçüler Kralı ۱۹۷۷ - بازیگر
- Sakar Şakir ۱۹۷۷ - بازیگر
- Hababam Sınıfı Tatilde ۱۹۷۷ - بازیگر
- Güllüşah ile İbo ۱۹۷۷ - بازیگر
- Şabanoğlu Şaban ۱۹۷۷ - بازیگر
- Şark Bülbülü ۱۹۷۷ - بازیگر
- Meraklı Köfteci ۱۹۷۶ - بازیگر
- Tosun Paşa ۱۹۷۶ - بازیگر
- Hababam Sınıfı Uyanıyor ۱۹۷۶ - بازیگر
- Kapıcılar Kralı ۱۹۷۶ - بازیگر
- Sahte Kabadayı ۱۹۷۶ - بازیگر
- Süt Kardeşler ۱۹۷۶ (برادران شیری)- بازیگر
- Şaşkın Damat ۱۹۷۵ - بازیگر
- Hababam Sınıfı Sınıfta Kaldı ۱۹۷۵ - بازیگر
- Hababam Sınıfı ۱۹۷۵(کلاس بی‌ نظم)- بازیگر
- Hanzo ۱۹۷۵ - بازیگر
- Mavi Boncuk ۱۹۷۴ - بازیگر
- Köyden İndim Şehire ۱۹۷۴ - بازیگر
- Salak Milyoner ۱۹۷۴ - بازیگر
- Hasret ۱۹۷۴ - بازیگر
- Salako ۱۹۷۴ - بازیگر
- Güllü Geliyor Güllü ۱۹۷۳ - بازیگر
- Oh Olsun ۱۹۷۳ - بازیگر
- Yalancı Yarim ۱۹۷۳ - بازیگر
- Canım Kardeşim ۱۹۷۳ - بازیگر
- Tatlı Dillim ۱۹۷۲ - بازیگر

== پانویس ==او اصالتاً اهل روستای خانگاه (خنیه) بود.
1. ↑  «زندگی کمال سونال؛ مرد خندان سینمای ترکیه». تی‌آرتی ترکیه. ۲۱ آذر ۱۳۹۳. بایگانی‌شده از اصلی در ۱۵ دسامبر ۲۰۱۴. دریافت‌شده در ۱۲ دسامبر ۲۰۱۴.
2. ↑  14. Antalya Film Şenliği
3. ↑  Kapıcılar Kralı